# Alchemilla rubricaulis
Alchemilla rubricaulis är en rosväxtart som beskrevs av Sergei Vasilievich Juzepczuk. Alchemilla rubricaulis ingår i släktet daggkåpor, och familjen rosväxter. Inga underarter finns listade i Catalogue of Life.